# Dybhavsudforskning
Dybhavsudforskning er undersøgelsen af fysiske, kemiske og biologiske forhold på havbunden, enten til videnskabelige eller kommercielle formål. Dybhavsudforskning er en relativt ny menneskelig aktivitet, sammenlignet med andre områder af geofysisk forskning, da havets dybder først er begyndt at blive systematisk udforsket i nyere tid. Store dele af havets dyb er fortsat uudforsket.
Da havets dyb er fuldstændig mørkelagt idet intet lys kan trænge igennem de øvre lag i havet, bliver dybhavsudforskning typisk gjort via specialdesignere fartøjer, enten fjernstyrede eller bemandede, såsom eksempelvis de russiske Mir-fartøjer.